# Ahmet Cantekin
Ahmet Cantekin, född 11 mars 1955, är en svensk författare. Han skriver barnböcker och läromedel på kurmanci (nord-kurdiska). Han illustrerar även sina egna verk. Cantekins namn när han illustrerar är "Cano" (Djano) och han är grundaren av förlaget Haykurd som betyder "Armeniskkurd".

## Verk som Cantekin medverkat i
- Tûte xanî çêdike / Gunilla Wolde ; wergera Kurdî: Ahmed Cantekin, kurmancî, Ferhad Shakely, soranî. - Spånga : Apec, 1996. - [25] s. : färgill. - ISBN 91-89014-02-2
- Em bixwînin. 2 / Nesrîn Aydin, Ahmet Cantekîn, Jîr Rexnegîr ; projektledare: Siv Nordell ; wêne: Siyabend. - Örebro : SIL-lagret, 1989. - 75 s. : ill. - ISBN 91-7688-163-6

## Verk som Cantekin översatt
- Nordqvist, Sven: Pasteya kiloran : nivîs û wêne / wergera Kurdî: Ahmet Cantekin. - Spånga : Apec, 1995. - [27] s. : färgill. - ISBN 91-87730-78-2 (inb.) Orig:s titel: Pannkakstårtan. - Kurdisk text (kurmanji)

## Verk som Cantekin verkat som illustratör i
- Bozarslan, M. Emîn: Serketina miskan / wêne: Ahmet Cantekîn. - Uppsala : Studieförl., 1984. - 85, [3] s. : ill. - (Meselokên lawiran ; 4) - ISBN 91-7382-604-9
- Pêkenokên gelî : 1 : Masîyên bejî / wêne: Cano (Ahmet Cantekîn) / [utgivna av] M. Emîn Bozarslan. - Uppsala : Deng, cop. 1987. - 64 s. : ill. - ISBN 91-970702-4-6
- Pêkenokên gelî : 2 : Ji dînan dîntir / wêne: Cano (Ahmet Cantekîn) / [utgivna av] M. Emîn Bozarslan. - Uppsala : Deng, 1988. - 64 s. : ill. - ISBN 91-970702-7-0
- Pêkenokên gelî : 3 : Ilmê tûrik / wêne: Cano (Ahmet Cantekin) / [utgivna av] M. Emîn Bozarslan. - Uppsala : Deng, 1989. - 79 s. : ill. - ISBN 91-970702-8-9
- Pêkenokên gelî : 4 : Bûka Gulsûn / wêne: Cano (Ahmet Cantekîn) / [utgivna av] M. Emîn Bozarslan. - Uppsala : Deng, 1990. - 85 s. : ill. - ISBN 91-970702-9-7
- Bozarslan, Mehmed Emin: Malaria-amuletten : noveller / översättning från kurdiskan: Sureya Çalli ; språklig bearbetning: Lars Bäckström ; illustrationer: Cano. - Uppsala : Deng, 1994. - 80 s. : ill. - ISBN 91-88246-06-X